# Патрульные катера типа «Супер Двора»
Сторожевые катера типа «Супер Двора» (ивр. דבורה‎ — пчела) — израильский патрульный катер, разработанный заводом «РАМТА» (г. Беэр-Шева, Израиль) на базе катера «Дабур». Существует в модификациях Mk I , Mk II , Mk III .
Первые два катера переданы ВМС Израиля в июне 1989 г.
По разным источникам для ВМС Израиля были построены 12-13 катеров. Строились в нескольких модификациях.
Катера «Супер Двора» строились в Израиле и на экспорт. Поставки составили 20 катеров, поставлялись: Эритрее, Словении, Индии.

## ТТХ
- Силовая установка — 2 ДД Detroit 16V-92TA (1,380 л. с.), 2 вала (Mk I); 2 ДД MTU 12V 396 TE94 (4,175 л. с.), 2 вала с винтами ASD 16, обеспечивающие хорошую маневренность на высоких скоростях (Mk II)

- Автономность — 3 суток

- Поисковая РЛС — Decca 926A на Mk I, Raytheon на Mk II, I-band

- Электрооптика (optronic director) — MSIS фирмы «Эль-Оп»

Вооружение:
- 2х1 20-мм АУ «Эрликон», 2х1 7,62-мм пулемёта MAG,
- 1х1 84-мм гранатомёт М2 «Карл Густав»,
- личное оружие экипажа,
- пиропатроны против пловцов и аквалангистов;
- в военное время на носу могут устанавливаться 2х1 324-мм ТА для противолодочных торпед Мк46, а на корме — 2 сбрасывателя для малых глубинных бомб.

По данным «Джейнз», иногда на катера устанавливается ПТРК «Хеллфайер» (кроме того, «Джейнз» сообщал о возможности несения неких 130-мм РСЗО; нет подтверждения наличия в Израиле НУР подобного калибра). В настоящее время вместо носового 20-мм орудия устанавливается 1х1 25мм АУ «Тайфун».